# Ilex rubra
Ilex rubra är en järneksväxtart som beskrevs av S. Wats. Ilex rubra ingår i släktet järnekar, och familjen järneksväxter. Inga underarter finns listade i Catalogue of Life.